# Lettre de garantie
Les  lettres de garanties des P&I Clubs (Mutuelles d'armateurs) sont souvent émises par les P&I clubs pour empêcher la saisie conservatoire d’un navire ou pour en obtenir la mainlevée. Cette garantie est fournie afin de couvrir les sommes que l’armateur pourrait être condamné à payer par une décision définitive. Le Club se porte ainsi garant de payer le montant des indemnités mises à la charge de l’armateur. Ce service fait partie intégrante des attributions d’un Club à son membre.

## Les objectifs de la lettre de garantie
Les Clubs ont désormais un quasi-monopole pour fournir des lettres de garantie aux armateurs, les garanties des Clubs présentant l’incontestable avantage d’être gratuites contrairement aux garanties bancaires soumises à des intérêts. Les intérêts demandés peuvent facilement atteindre les deux pour cent, sommes très importantes. La gratuité de la garantie émise par le Club est à nuancer dans la mesure où souvent les associations demanderont une surprime au membre. Néanmoins, une lettre de garantie Club sera toujours nettement moins onéreuse qu’une garantie bancaire.
La plupart des Clubs et surtout ceux faisant partie de l’International Group sont financièrement assez solides pour émettre des lettres de garantie. De plus, il est également important que leur probité soit reconnue, ce qui est évidemment le cas pour les Clubs de l’International Group par exemple. La renommée des Clubs fait donc que la plupart des acteurs du monde maritime sont enclins à accepter ces garanties, d’autant plus que le circuit pour que ces lettres soient opérables est beaucoup plus rapide que le circuit bancaire traditionnel.
La rapidité est un élément fondamental dans l’émission d’une lettre de garantie. Les Clubs grâce à leurs réseaux de correspondants situés dans le monde entier sont en mesure d’émettre des lettres de garantie et ce de manière très réactive. En effet, la saisie d’un navire est l’un des événements le plus redouté par le transporteur tant les pertes financières sont importantes. Il n’est pas rare qu’une saisie fragilise de manière sérieuse de petites compagnies maritimes. Il est donc capital d’être très rapide dans l’émission d’une lettre de garantie afin d’empêcher la saisie d’un navire ou de minimiser le temps d’immobilisation du navire en obtenant la mainlevée.
Les saisies conservatoires de navire sont très souvent demandées à l’encontre de ce qu’on appelle une « single ship company ». Ce sont des compagnies maritimes officiant généralement dans le transport de vrac qui sont ne possèdent qu’un seul navire immatriculé sous un pavillon de complaisance. Ces compagnies n’étant pas solides financièrement, il est souvent plus facile pour elles de disparaître lorsque se présente une réclamation importante. Les compagnies maritimes ayant pignon sur rue ne sont toutefois pas à l’abri d’une menace de saisie conservatoire. Cette contrainte est facilement exécutable et présente l’avantage de constituer le cauchemar de l’armateur, c’est un moyen de pression très efficace.
En effet, la saisie conservatoire d’un navire peut résulter de différentes causes. Elle pourra  résulter « d’une créance paraissant fondée en son principe » ou elle résulte « d’une créance maritime ». Le droit de saisir un navire est un droit large, ouvert à tout type de créanciers (même les créanciers terrestres). De même, le créancier n’est pas requis d’avoir un titre écrit pour invoquer sa créance, sa créance ne nécessite pas d’être exigible.
Par ailleurs, concernant la Convention internationale de 1952, « une créance maritime » est une créance limitativement énumérée. Ce sont par exemple, les créanciers ayant un droit réel sur le navire, ceux qui ont une créance liée à l’exploitation ou à l’utilisation du navire, ce sont aussi les créances nées de pertes de vies humaines, d’un abordage, d’un sauvetage, de remorquage, de contrats de fournitures de produits ou de matériel, créances de salaires notamment.  La saisie peut donc résulter d’un très grand nombre de causes, les lettres de garantie pourront donc elles aussi être émises afin de protéger un navire de la saisie résultant de toutes ces causes.
Certaines lettres de garantie peuvent être émises en tant que « cargo receiver’s indemnity ». C’est l’hypothèse où le destinataire refuse la totalité ou une importante quantité de marchandise parce que celle-ci est arrivée endommagée. Est laissée à la justice locale le soin de déterminer si le destinataire possède un tel droit ou si l’armateur a le devoir de détruire la marchandise. Cependant, en pratique, le destinataire va tout de même accepter la marchandise mais va exiger de l’armateur une garantie suffisante afin de sécuriser son action parallèle. Le Club après avoir vérifié que la situation rentre bien dans la couverture qu’il offre, va émettre une lettre de garantie.
Les Clubs peuvent aussi fournir des lettres de garanties pour une saisie demandée pour des infractions douanières et d’autres amendes ordonnées par un État. Cependant, certains États ne demanderont pas une garantie du Club mais le paiement d’une amende. Ils sont également en mesure de fournir des garanties pour la mainlevée d’un navire qui a subi une « mareva injunction>>.
Des lettres de garantie peuvent être données aussi pour des dommages causés aux installations portuaires. Il existe ainsi des modèles types pour cette forme de lettres. La menace ici sera le refus par le port de laisser appareiller le navire, ce qui est également une forte contrainte pour un armateur.
Généralement, un P&I Club ne préfèrera pas donner de garantie en espèce, même si les « cash deposit » sont parfois exigés. Comme ils refusent très souvent de donner des garanties anticipées, « anticipatory guarantees », c’est-à-dire avant que l’action ne soit engagée. Les seules garanties fournies par le Club qui sont anticipées ce sont les « Blue cards », ce sont des garanties fournies par le Club dans le cadre des pollutions par hydrocarbures.

## La nature de la lettre de garantie
Il est intéressant de se demander quelle est la nature juridique des lettres de garantie. De nombreuses hésitations ont été formulées par la doctrine et la jurisprudence. Elles sont cependant soient des cautionnements soient des garanties autonomes. La formulation de la lettre aura toute son incidence sur sa qualification juridique.
La caution possède un caractère accessoire tandis que la garantie est indépendante. Les juges n’accordent pas de crédit à la qualification donnée par les parties. Généralement, les juges vont se baser sur deux critères pour déterminer si l’on est en présence d’une garantie ou d’un cautionnement.
Une garantie autonome sera reconnue si l’engagement est de payer la somme demandée par le tiers bénéficiaire et non pas de payer la dette du débiteur principal, l’armateur. De plus, une garantie sera reconnue quand le garant renonce à se prévaloir des exceptions du contrat à l’origine de la lettre de garantie
À l’inverse, un cautionnement sera reconnu quand une référence au contrat principal sera faite et que la somme versée le sera pour payer la dette de l’armateur. Évidemment, la théorie rencontre rarement la pratique et il existe des cas où une garantie autonome fera référence dans une certaine mesure au contrat de base.
Cette qualification a néanmoins une incidence sur l’action du tiers. En effet, s’il s’agit d’un cautionnement, la recevabilité de l’action du tiers ne sera possible que dans le cadre d’un manquement de l’armateur. Tandis que si cette garantie est autonome, l’action ne sera recevable que sur les dispositions de la lettre de garantie. On peut néanmoins estimer que majoritairement les lettres de garantie des Clubs sont des garanties autonomes.
Par ailleurs, les lettres de garanties se distinguent des garanties classiques proposées par les Clubs en ce qu’elles permettent d’établir un lien de droit entre le tiers et l’association. En effet, le Club réalise « un engagement exprès de garantie, émis en son nom propre », il est donc responsable envers le tiers bénéficiaire de la lettre de garantie. Ceci a pour effet de déjouer la règle « pay to be paid », chère aux P&I, en permettant l’action du tiers à l’encontre du Club. Cependant, ces derniers essayeront toujours de contester les demandes de condamnation « in solidum » avec l’armateur.
Après avoir vu en quoi consistaient les lettres de garantie et dans quelles situations elles pouvaient être émises, il convient maintenant de s’attacher aux conditions exigées par les Clubs pour les émettre.

## Les conditions de délivrance d’une lettre de garantie
Les Clubs se réservent le droit de fournir ces garanties uniquement quand cela est approprié, nécessaire. L’émission d’une lettre de garantie se fait à la discrétion du Club. L’émission d’une lettre de garantie est un « acte d’amitié » et non pas une garantie standard comme celles qui ont pu être décrites dans la section précédente. Ce n’est pas un droit, un acquis pour l’armateur, il s’agit plutôt d’une faveur du Club à l’armateur. Cependant, en pratique, un armateur qui aura respecté les règles de prudence, d’honnêteté, de bonne foi, ne se verra pas refuser l’émission d’une lettre de garantie par son Club.
Des conditions objectives sont en outre requises. En effet, il existe des lettres de garanties types pour chaque Club qui sont néanmoins très similaires. Dans le cadre de l’émission d’une lettre de garantie pour la mainlevée d’un navire, il faut que le navire soit un navire assuré par le Club au moment de l’événement, ou le navire doit être dans la même propriété, flotte, ou d’une compagnie affiliée que le navire responsable de l’action.
L’émission de lettre de garantie pour mainlevée de navire se fait généralement au nom d’un membre armateur, fréteur et non pas pour les affréteurs. Dans l’hypothèse d’une saisie d’un navire affrété (situation relativement fréquente), c’est au nom généralement du fréteur que sera émise la lettre de garantie et non pas de l’affréteur, dans la mesure où l’affréteur ne souffrira pas de ne pas obtenir de lettre de garantie dans le cadre de l’engagement de sa responsabilité.
Les primes des membres doivent être complètement payées afin que le Club puisse émettre une garantie, c’est encore une fois une condition impérative.
De plus, l’obtention de la lettre de garantie ne se fait que dans la mesure où le risque, objet de l’action ou de la saisie par exemple est un risque couvert par le Club et n’est pas soumis aux « déductibles ». Le Club peut demander au membre une contre-garantie dans le cas où le Club aurait un doute sur le fait que l’événement soit couvert par le Club, la rapidité de décision étant primordiale dans le cadre d’une saisie par exemple. De plus, certains clubs ont inscrit dans leur rules le remboursement des frais dans l’émission de la lettre de garantie lorsque le Club émet une lettre de garantie qui n’est en fait pas dans la couverture du Club.
Les termes « without prejudice », traduction de tous droits et moyens réservés seront bien évidemment inscrits sur la lettre afin de protéger le Club et l’armateur d’une éventuelle reconnaissance de responsabilité. La garantie ne prendra effet que dans la mesure où la responsabilité du membre est reconnue.
Comme toujours, les Clubs choisissent de soumettre leur garantie et son interprétation à la loi anglaise, et donne compétence à la High Court. Les Clubs prévoient aussi dans leurs lettres de garantie type qu’ils nommeront un avocat et qu’ils se chargeront d’engager la procédure.
Les enjeux financiers d’une lettre de garantie étant considérables, la prudence des Clubs concernant sa mise en œuvre de la lettre sera la source de nombreux litiges.

## Les problèmes liés à la mise en œuvre de la lettre de garantie
La question de la forme de la lettre de garantie est d’une extrême importance, on sait bien qu’en droit, l’emploi d’un terme mal approprié peut causer des effets non souhaités. Il faut donc redoubler de vigilance lorsque sont en jeu des intérêts financiers colossaux comme ici.
Les litiges qui peuvent survenir dans l’appréciation d’une lettre de garantie sont généralement l’incorporation ou non des intérêts et divers coûts dans le montant de la lettre de garantie. Généralement, les Clubs ne seront cependant pas condamnés à payer une somme excédent celle inscrite sur la lettre de garantie.
Les lettres de garanties sont généralement rédigées en anglais, ce qui n’est pas sans ajouter des problèmes d’interprétation. Tel a été le cas, à plusieurs reprises pour interpréter le terme « final judgement ». En effet, la garantie en elle-même n’est en principe pas contestée, contrairement à la date de son exigibilité.